# Walsee
Walsee är en sjö i Antarktis. Den ligger i Sydshetlandsöarna. Argentina, Chile och Storbritannien gör anspråk på området. Walsee ligger 8 meter över havet.
I övrigt finns följande vid Walsee:
- Xianniu He (ett vattendrag)